# Mansur bin Sa'ud Al Sa'ud
Manṣūr bin Saʿūd Āl Saʿūd (in arabo منصور بن سعود بن عبد العزيز آل سعود‎?; Riyad, 25 luglio 1941) è un principe e militare saudita, membro della famiglia reale Āl Saʿūd.

## Biografia
Il principe Mansur è nato a Riad nel 1941 ed è figlio di re Sa'ud. Ha frequentato inizialmente la scuola dei principi nella capitale. In seguito ha conseguito una laurea. Per due anni ha ricoperto l'incarico di comandante della Guardia Reale per poi diventare, dopo le dimissioni del fratellastro Badr, comandante della guardia speciale. Attualmente è il più noto rappresentante dei figli di re Sa'ud. Mansur era inoltre vicino a re Abd Allah e ai defunti principi ereditari Sultan e Nayef.

## Vita personale
Il principe si è sposato due volte e ha sette figli, tre maschi e quattro femmine.